# De Broglieova vlna
Podle de Broglieovy hypotézy, přiřazuje částicím látky (ať už elektronu, protonu či jiné částici) nejen vlastnosti částic ale také vlnové a tedy pohybující se částici připadá na základě této hypotézy určitá vlnová délka de Broglieho vlny. V klasické fyzice je tato představa zvláštní, ale v kvantové fyzice, jak bylo dokázáno mnoha experimenty např. Davissonův–Germerův experiment, byla potvrzena.
De Broglie navrhl vztah mezi hybností {\displaystyle {\textbf {p}}} volné částice a vektorem šíření {\displaystyle {\textbf {k}}}, resp. vlnovou délkou {\displaystyle \lambda } rovinné vlny, která je této částici přiřazena: {\displaystyle {\textbf {p}}={\frac {h}{2\pi }}{\textbf {k}},\lambda ={\frac {h}{p}},} kde {\displaystyle h} je Planckova konstanta .

Šíření De Broglieovy vlny

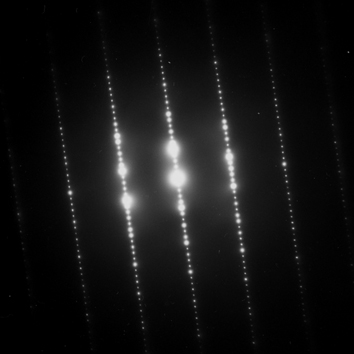
Difrakce elektronů

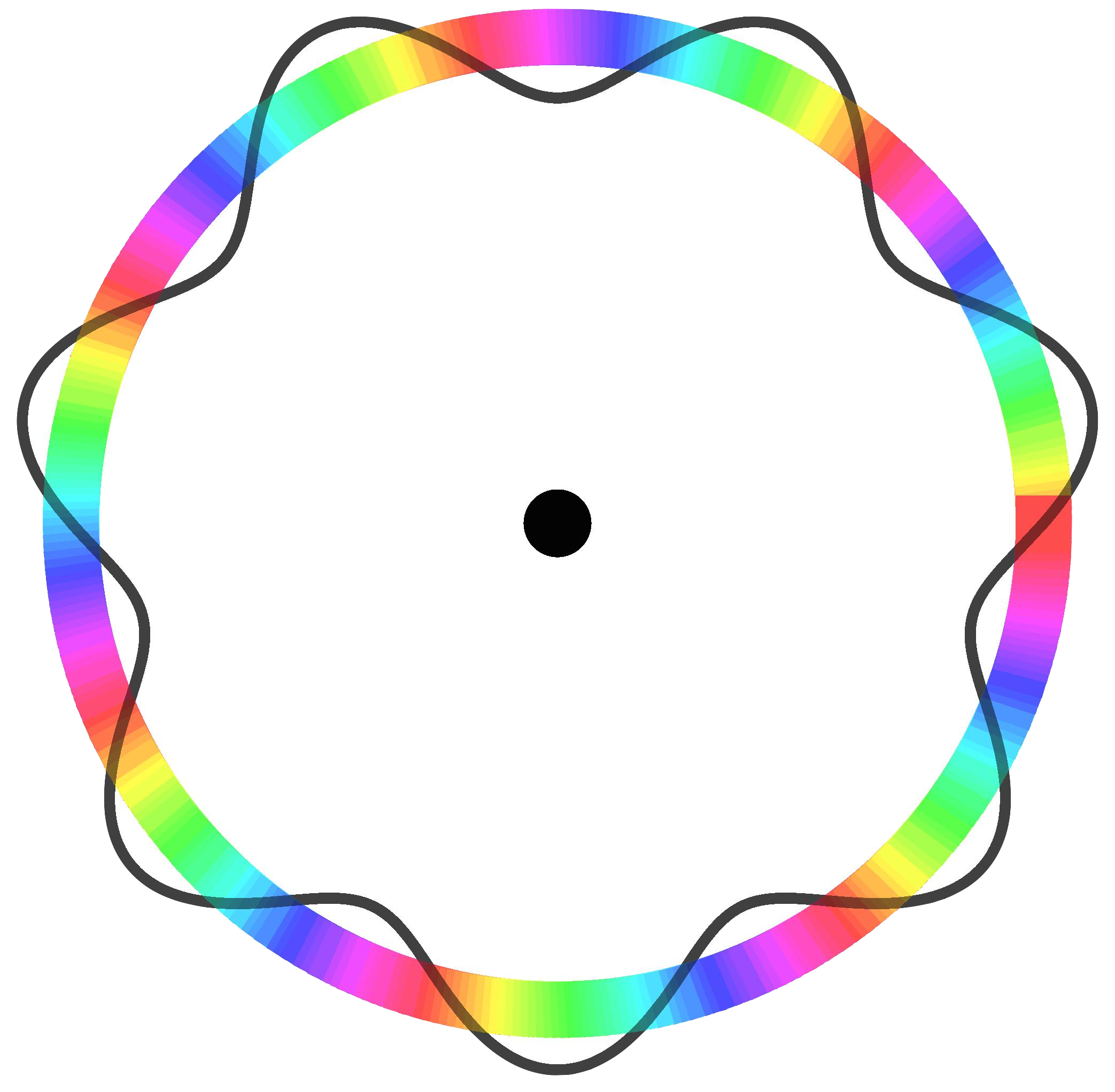
Schéma De Broglieovy vlny atomu.

Francouzský fyzik Louis de Broglie navrhl, že vlnové vlastnosti mohou mít vedle fotonů elektromagnetického záření také elektrony a jiné hmotné částice (částice s klidovou hmotností). Tuto myšlenku rozpracoval do teorie (kterou publikoval jako svou disertační práci), ve které stanovil vlnové charakteristiky těchto materiálních vln:
Vlnová délka de Broglieovy vlny je
{\displaystyle \lambda ={\frac {h}{p}}={\frac {h}{\gamma mv}}={\frac {h}{mv}}{\sqrt {1-{\frac {v^{2}}{c^{2}}}}}}
m je klidová hmotnost částice, v rychlost pohybující se částice, h Planckova konstanta, {\displaystyle ~\gamma ~} je Lorentzův faktor, a {\displaystyle ~c~} je rychlost světla ve vakuu.

Z daného vztahu pro vlnovou délku vyplývá, že krátké vlnové délky mají větší energii než mají delší vlnové délky.
Takovéto vlnění se označuje jako de Broglieovy vlny (hmotnostní vlny) a je projevem vlnových vlastností pohybujících se částic. De Broglieovy vlny byly dokázány v r. 1927 difrakcí elektronů na krystalech niklu (Davissonův-Germerův pokus).
Za objev vlnových vlastností elektronů obdržel de Broglie v r. 1929 Nobelovu cenu za fyziku.
Ze vztahu pro vlnovou délku lze odvodit vztah pro frekvenci de Broglieovy vlny a celkovou energii částice:
{\displaystyle f={\frac {E}{h}}={\frac {\gamma \,mc^{2}}{h}}={\frac {1}{\sqrt {1-{\frac {v^{2}}{c^{2}}}}}}\cdot {\frac {mc^{2}}{h}}}
kde f je frekvence a E je celková energie. Tyto dvě rovnice jsou častěji psané jako
{\displaystyle p=\hbar k}
{\displaystyle E=\hbar \omega }
kde {\displaystyle ~p~} je hybnost, {\displaystyle ~\hbar =h/(2\pi )~} je redukovaná Planckova konstanta a {\displaystyle ~\omega ~} je úhlová frekvence